# 長谷川真人
長谷川 真人（はせがわ まなと、1989年9月7日 - ）は、日本のラグビー選手。

## プロフィール
- 北海道出身[1]。
- ポジションはスタンドオフ(SO)、フルバック(FB)。
- 身長 175cm、体重 86kg
- ニックネームはまな。

## 来歴
2005年、遠軽高校に入学。友達からの誘いを受けラグビー部に入部。
2008年、高校卒業後、流通経済大学に入学。入学と同時にラグビー部に入部。
2012年、大学卒業後、豊田自動織機シャトルズに加入。
2017年、豊田自動織機シャトルズの主将に就任した。
2020年、豊田自動織機シャトルズを退団した。